# آب‌انبارهای روستای خشت
آب انبارهای روستای خشت مربوط به دوره افشار است و در ۱۲ کیلومتری شمال غرب کلات واقع شده و این اثر در تاریخ ۲۳ فروردین ۱۳۴۶ با شمارهٔ ثبت ۶۶۳ به‌عنوان یکی از آثار ملی ایران به ثبت رسیده‌است.
از دیگر شاهکارهای دوره نادر در راستای تامین آب مورد نیاز در کنار تاسیسات انتقال آب قره‌سو به کلات، تعمیرات بند نادری و تاسیسات دروازه های مختلف ورودی ساخت حوض انبارهای روستای خشت است.
این تاسیسات منحصر به فرد که خود جلوه‌ای از ذکاوت نادر است تامین کننده آب مورد نیاز عمارت خشت که در یکی از مرتفع‌ترین نقاط کلات که فاقد هیچگونه چشمه یا رودخانه‌ای می‌باشد بوده است.
به دستور نادرشاه 366 حوض به تعداد روزهای سال با احتساب یک روز کبیسه در روستای خشت ساخته شد که برای هدایت آب به داخل آن‌ها راه‌آب‌هایی در تقاط مختلف ارتفاعات با سنگ و خشت و ساروج ایجاد و آب باران و برف به سوی این حوض‌ها هدایت می‌شد. در مسیر انتقال آب به حوضچه‌ها با قرار دادن خار و خاشاک و احداث حوضچه‌های کوچک با کم کردن سرعت آب یک سیستم تصفیه آب اجرا گردیده بود.
سقف حوضچه‌ها را برای مصون ماندن از از نور خورشید با طاق‌هایی هلالی شکل پوشانیده بودند که متاسفانه هیچ اثری از آن‌ها مشاهده نمی‌گردد. ابعاد خشت‌های بکار رفته در این تاسیسات 27*27 سانتی‌متر می‌باشد.
ایجاد تاسیسات آب انبارهای خشت این مجموعه را به طور کامل از نظر آب مورد نیاز به دیگر نقاط بی بهره می‌کرد و این آن چیزی بود که نادر را به چنین اقدامی وا می‌داشت زیرا هر حوض کفایتیک روز از سال را می‌نمود.
گفتنی است با تخریب حوض‌های نادری عمارت خشت و اهالی آن که خود بانیان اصلی تخریب حوض‌ها بودند با مشکل تامین آب مورد نیاز روبرو و مجبور شدند برای تامین آب شرب با استفاده از چهارپا و استرس سختی پیین رفتن از سینه کش کوه‌ها و دره‌های عمیق کوه‌ها را به جان بخرند. که البته در حال حاضر با حفر یک حلقه چاه در دهانه ورودی دربند ارغوان شاه و احداث یک منبع ذخیره، آب مورد نیاز این روستا و روستای گرو تامین گردیده است.